# HDAC3
هیستون دِاَستیلاز ۳ (انگلیسی: Histone deacetylase 3) یک پروتئین است که در انسان توسط ژن «HDAC3» کُدگذاری می‌شود.
این پروتئین نقش بسیار مهمی در تنظیم رونویسی ژن‌ها، پیشرفتِ چرخهٔ سلولی و وقایع تکاملی سلول دارد.
هیستون دِاَستیلاز ۳ بر خلافِ سایر انواع هیستون داستیلازها یک نقش اختصاصی در تعدیل رونویسی ژنی توسط گیرنده‌های هسته‌ای دارد.

## تعامل مولکولی
این پروتئین با مولکول‌های زیر تعامل پروتئین-پروتئین دارد:
- سایکلین دی۱[۸][۹]
- HDAC4[۱۰][۱۱][۱۲][۱۳]
- HDAC5[۱۴][۱۱][۱۲][۱۳]
- HDAC7[۱۰]
- HDAC9[۱۵][۱۶]
- پروتئین لوسمی پرومیلوسیتیک[۱۷]
- RUNX2[۱۸]
- YY1[۱۹][۲۰]

## برای مطالعهٔ بیشتر
- Verdin E, Dequiedt F, Kasler HG (2003). "Class II histone deacetylases: versatile regulators". Trends Genet. 19 (5): 286–93. doi:10.1016/S0168-9525(03)00073-8. PMID 12711221.